# Hörup
För andra betydelser, se Hörup (olika betydelser).
Hörup är kyrkbyn i Hörups socken i Ystads kommun i Skåne, belägen strax nordost om Löderup invid vägen mot Borrby.
I orten ligger Hörups kyrka.